# Анастасия фон Бранденбург
Анастасия фон Бранденбург (на немски: Anastasia von Brandenburg) е маркграфиня от Бранденбург и чрез женитба графиня на Хенеберг.

## Биография
Родена е на 14 март 1478 година в Ансбах. Тя е най-малката дъщеря на курфюрст Алберт III Ахилес фон Бранденбург (1414 – 1486) от Хоенцолерните и втората му съпруга Анна Саксонска (1437 – 1512), дъщеря на курфюрст Фридрих II от Саксония.
Анастасия се омъжва на 16 февруари 1500 г. в Нойщат ан дер Айш за граф Вилхелм IV фон Хенеберг-Шлойзинген (1478 – 1559) от Дом Хенеберг. Те са много вярващи, помагат на манастири и правят поклонения.
Умира на 4 юли 1534 година в Илменау на 56-годишна възраст. Погребана е в църквата на Шлойзинген.

## Деца
Анастасия има в брака си с граф Вилхелм IV фон Хенеберг-Шлойзинген децата:
- Вилхелм (1500 – 1503)
- Анна (*/† 1502)
- Йохан IV (1503 – 1541), княз-абат в манастир Фулда
- дъщеря (Катарина) (1505 – 1506)
- Волфганг II (1507 – 1537), баща на Леонхард Хенебергер
- Маргарета (1508 – 1546), монахиня

∞ 1534 граф Йохан VII фон Сайн-Витгенщайн (1488 – 1551)
- Катарина (1509 – 1567)

∞ 1524 граф Хайнрих XXXII фон Шварцбург (1499 – 1538)
- Христоф (1510 – 1548), граф на Хенеберг
- Георг Ернст (1511 – 1574), последният княз-граф на Хенеберг-Шлойзинген

∞ 1543 принцеса Елизабет фон Брауншвайг-Каленберг († 1566)
∞ 1568 принцеса Елизабет фон Вюртемберг (1548 – 1592)
- Доротея (*/† 1512)
- Попо XII (1513 – 1570), граф на Хенеберг

∞ 1546 принцеса Елизабет фон Бранденбург (1510 – 1588)
∞ 1562 София фон Брауншвайг-Люнебург (1541 – 1631)
- Каспар (1515 – 1517)
- Валпургис(1516 – 1570)

1. 1534 граф Волфганг фон Хоенлое-Вайкерсхайм-Шилингсфюрст († 1545)
2. 1548 граф Карл III фон Глайхен-Бланкенхайн (1517 – 1599)
- Елизабет (1517 – 1577)

∞ 11 октомври 1538 г. в Хамбах граф Йохан IX фон Залм-Райфершайт (1513 – 1559)